# 新垦农场
新垦农场，是中华人民共和国新疆维吾尔自治区阿克苏地区沙雅县下辖的一个类似乡级单位。

## 行政区划
新垦农场下辖以下地区：
老板队虚拟村。